# Simeonovgrad
Simeonovgrad (búlgaro:Симеоновград) é uma cidade da Bulgária, localizada no distrito de Haskovo. A sua população era de 7,049 habitantes segundo o censo de 2010.

## População
| Simeonovgrad | Simeonovgrad | Simeonovgrad | Simeonovgrad | Simeonovgrad | Simeonovgrad | Simeonovgrad | Simeonovgrad | Simeonovgrad | Simeonovgrad | Simeonovgrad | Simeonovgrad | Simeonovgrad | Simeonovgrad | Simeonovgrad | Simeonovgrad | Simeonovgrad | Simeonovgrad | Simeonovgrad | Simeonovgrad |
| --- | ------------ | ------------ | ------------ | ------------ | ------------ | ------------ | ------------ | ------------ | ------------ | ------------ | ------------ | ------------ | ------------ | ------------ | ------------ | ------------ | ------------ | ------------ | ------------ |
| Ano | 1887         | 1910         | 1934         | 1946         | 1956         | 1965         | 1975         | 1985         | 1992         | 2001         | 2002         | 2003         | 2004         | 2005         | 2006         | 2007         | 2008         | 2009         | 2010         |
| População |              |              |              | 4,261        | 7,155        | 8,534        | 8,674        | 8,697        | 8,294        | 7,790        | 7,648        | 7,577        | 7,463        | 7,361        | 7,347        | 7,292        | 7,165        | 7,088        | 7,049        |
| Fontes: Instituto Nacional de Estatísticas, „citypopulation.de“, „pop-stat.mashke.org“, Bulgarian Academy of Sciences |              |              |              |              |              |              |              |              |              |              |              |              |              |              |              |              |              |              |              |